# Familj på väg
Familj på väg (engelska: RV) är en amerikansk långfilm från 2006 i regi av Barry Sonnenfeld, med Robin Williams, Cheryl Hines, Joanna 'JoJo' Levesque och Josh Hutcherson i rollerna.

## Handling
Bob Munro övertalar sin familj att åka på husvagnssemester genom USA. När de kommer fram till bergen i Colorado möter de en annan grupp av underliga husvagnsägare som de tvingas umgås med.

## Rollista
| Robin Williams         | – Bob Munro        |
| Cheryl Hines           | – Jamie Munro      |
| Joanna 'JoJo' Levesque | – Cassie Munro     |
| Josh Hutcherson        | – Carl Munro       |
| Jeff Daniels           | – Travis Gornicke  |
| Kristin Chenoweth      | – Mary Jo Gornicke |
| Hunter Parrish         | – Earl Gornicke    |
| Chloe Sonnenfeld       | – Moon Gornicke    |
| Alex Ferris            | – Billy Gornicke   |
| Will Arnett            | – Todd Mallory     |
| Tony Hale              | – Frank            |
| Brian Howe             | – Marty            |
| Erika-Shaye Gair       | – Cassie 5 år      |
| Veronika Sztopa        | – Gretchen         |